# Milpoš
Milpoš es un municipio del distrito de Sabinov en la región de Prešov, Eslovaquia, con una población estimada a final del año 2024 de 657 habitantes.
Se encuentra ubicado en el centro-oeste de la región, en el valle del río Torysa (cuenca hidrográfica del río Tisza).

## Demografía
| Año        | 1994 | 2004    | 2014    | 2024    |
| ---------- | ---- | ------- | ------- | ------- |
| Población  | 618  | 663     | 694     | 657     |
| Diferencia |      | +7,28 % | +4,67 % | −5,33 % |

| Año        | 2023 | 2024    |
| ---------- | ---- | ------- |
| Población  | 649  | 657     |
| Diferencia |      | +1,23 % |